# 덩이줄기

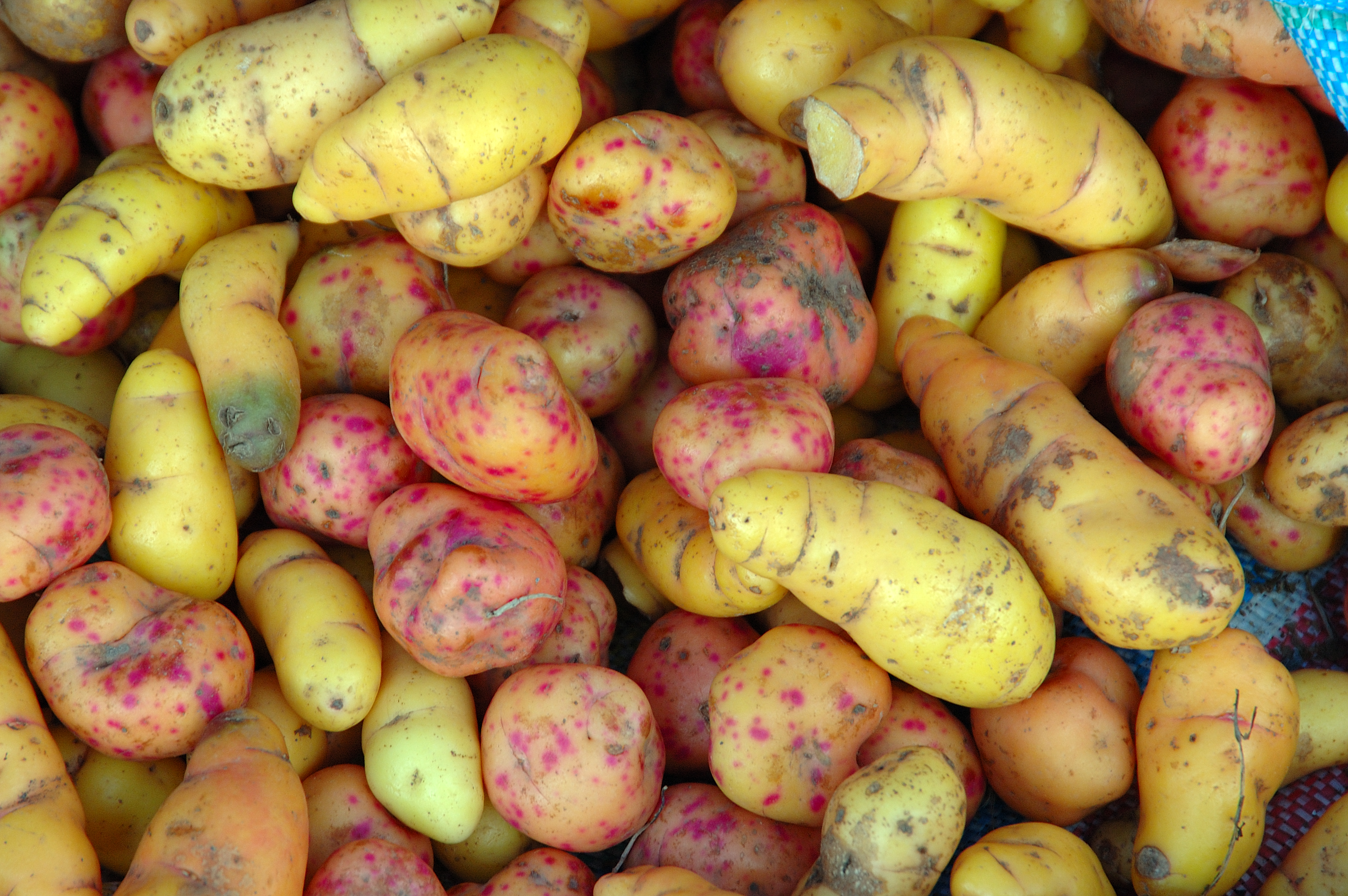
울류쿠의 덩이줄기

덩이줄기 또는 괴경은 영양소를 저장하기 위해 식물 줄기가 변해하여 부피가 커진 형태이다. 추운 겨울이나 건조한 시기를 나기 위해 영양소와 에너지를 공급하는 용도로 쓰인다.

## 같이 보기
- 덩이뿌리
- 알뿌리
- 알줄기
- 땅속줄기